# (10392) Brace
(10392) Brace ist ein Asteroid des Hauptgürtels, der am 11. September 1997 vom US-amerikanischen Amateurastronomen Robert Linderholm an seinem privaten Lime Creek Observatorium (IAU-Code 721) in Cambridge in Nebraska entdeckt wurde.
Der Asteroid wurde am 28. Juli 1999 nach dem US-amerikanischen Physiker DeWitt Bristol Brace (1858–1905) benannt, der 1888 das Physiklaboratorium an der University of Nebraska-Lincoln gründete und sich mit Experimenten zum Bewegungszustand der Erde im Äther (Ätherwind) beschäftigte, wobei die Ergebnisse allesamt negativ waren.